# Frederick S. Coolidge
Frederick Spaulding Coolidge (* 7. Dezember 1841 in Westminster, Worcester County, Massachusetts; † 8. Juni 1906 in Fitchburg, Massachusetts) war ein US-amerikanischer Politiker. Zwischen 1891 und 1893 vertrat er den Bundesstaat Massachusetts im US-Repräsentantenhaus.

## Werdegang
Frederick Coolidge besuchte die öffentlichen Schulen seiner Heimat und wurde dann Manager der Firma Boston Chair Manufacturing Co. sowie der Leominster Rattan Works. Gleichzeitig schlug er als Mitglied der Demokratischen Partei eine politische Laufbahn ein. Drei Jahre lang war er Gemeinderat in Westminster; ferner gehörte er dem Staatsvorstand seiner Partei an. Im Jahr 1875 wurde er Abgeordneter im Repräsentantenhaus von Massachusetts.
Bei den Kongresswahlen des Jahres 1890 wurde Coolidge im elften Wahlbezirk von Massachusetts in das US-Repräsentantenhaus in Washington, D.C. gewählt, wo er am 4. März 1891 die Nachfolge von Rodney Wallace antrat. Da er im Jahr 1892 nicht bestätigt wurde, konnte er bis zum 3. März 1893 nur eine Legislaturperiode im Kongress absolvieren. Nach dem Ende seiner Zeit im US-Repräsentantenhaus zog sich Frederick Coolidge in den Ruhestand zurück. Er starb am 8. Juni 1906 in Fitchburg. Sein Sohn Marcus (1865–1947) war von 1931 bis 1937 US-Senator für Massachusetts.